# Firmin Laferrière
Louis-Firmin-Julien Laferrière (Jonzac, 1798 – Parigi, 1861) è stato un giurista francese.
Docente all'università di Rennes dal 1838 e all'università di Tolosa dal 1854, fu autore di importanti opere come Corso di diritto pubblico ed amministrativo (1839) e Storia del diritto francese (1858).
Suo figlio fu il celebre giurista Édouard Laferrière.